# Swietłana Paniutina
Swietłana Anatoljewna Paniutina (rus. Светлана Анатольевна Панютина; ur. 8 grudnia 1967 w Usolu Syberyjskim, zm. 13 maja 2022) – rosyjska biathlonistka reprezentująca również ZSRR, brązowa medalistka mistrzostw świata.

## Kariera
W Pucharze Świata zadebiutowała 14 grudnia 1989 roku w Obertilliach, gdzie zajęła ósme miejsce w sprincie. Tym samym już w debiucie zdobyła pierwsze punkty. W zawodach tego cyklu dwukrotnie stawała na podium zawodów indywidualnych: 16 grudnia 1989 roku w Obertilliach i 19 stycznia 1990 roku w Anterselvie była kolejno trzecia i druga w sprincie. W pierwszych zawodach wyprzedziły ją Jiřina Adamičková z Czechosłowacji i Swietłana Dawydowa, a w drugich rozdzieliła Adamičkovą i Seiję Hyytiäinen z Finlandii. Najlepsze wyniki osiągnęła w sezonie 1989/1990, kiedy zajęła szóste miejsce w klasyfikacji generalnej.
Podczas mistrzostw świata w Borowcu w 1993 roku wspólnie z Nadieżdą Tałanową, Olgą Simuszyną i Jeleną Biełową wywalczyła brązowy medal w sztafecie. Była tam także piąta w biegu drużynowym i osiemnasta w biegu indywidualnym. Na rozgrywanych trzy lata wcześniej mistrzostwach świata w Mińsku/Oslo zajęła 18. miejsce w biegu indywidualnym i 12. w sprincie. Brała też udział w mistrzostwach świata w Anterselvie w 1995 roku, gdzie zajęła 24. pozycję w biegu indywidualnym i sprincie, a w sztafecie była szósta. Nigdy nie wystartowała na igrzyskach olimpijskich.

## Osiągnięcia

### Mistrzostwa świata
| Rok  | Miejscowość            | Konkurencje | Konkurencje | Konkurencje | Konkurencje | Konkurencje | Konkurencje | Konkurencje |
| Rok  | Miejscowość            | IN          | SP          | PU          | MS          | RL          | MR          | SR          |
| ---- | ---------------------- | ----------- | ----------- | ----------- | ----------- | ----------- | ----------- | ----------- |
| 1990 | Oslo/Mińsk/Kontiolahti | 18.         | 12.         | nd.         | nd.         | –           | nd.         | –           |
| 1993 | Borowec                | 18.         | –           | nd.         | nd.         | 3.          | nd.         | –           |
| 1995 | Anterselva             | 24.         | 24.         | nd.         | nd.         | 6.          | nd.         | –           |

### Puchar Świata

#### Miejsca w klasyfikacji generalnej
| Sezon     | Miejsce |
| --------- | ------- |
| 1989/1990 | 6.      |
| 1990/1991 | 42.     |
| 1991/1992 | 56.     |
| 1992/1993 | 66.     |
| 1993/1994 | 31.     |
| 1994/1995 | 55.     |
| 1996/1997 | 42.     |

#### Miejsca na podium chronologicznie
| Lp. | Dzień       | Rok  | Miejscowość  | Konkurencja      | Lokata | Pudła | Czas biegu | Strata | Zwycięzca         |
| --- | ----------- | ---- | ------------ | ---------------- | ------ | ----- | ---------- | ------ | ----------------- |
| 1.  | 16 grudnia  | 1989 | Obertilliach | Sprint na 7,5 km | 3.     | 0+1   | 21:29,7    | +58,5  | Jiřina Adamičková |
| 2.  | 19 stycznia | 1990 | Anterselva   | Sprint na 7,5 km | 2.     | ?     | ?          | ?      | Jiřina Adamičková |